# Tony Canzoneri
Tony Canzoneri (Slidell, 6 novembre 1908 – Staten Island, 9 dicembre 1959) è stato un pugile statunitense.
Di origini italiane, è uno dei membri del gruppo esclusivo di campioni di pugilato che hanno vinto titoli mondiali in tre o più categorie.

## Riconoscimenti
Match nominato Ring Magazine fight of the year:
- 1932 - Tony Canzoneri W 15 Billy Petrolle II

Nel 1934 fu eletto Fighter of the year (pugile dell'anno) dalla rivista statunitense Ring Magazine.
L'International Boxing Hall of Fame lo ha riconosciuto fra i più grandi pugili di ogni tempo.

## Gli inizi
Quando era ancora ragazzo la sua famiglia si trasferì da New Orleans a New York, dove iniziò e sviluppò la sua carriera di pugile da giovanissimo, quando venne notato dal campione Pete Herman durante uno dei suoi incontri. Dopo aver appreso da Herman i rudimenti della disciplina, il giovane Canzoneri fu affidato da Herman al manager pugilistico Sammy Goldman e nel 1924 vinse la sua prima competizione, il campionato per i pesi gallo di New York.

Nel 1925, falsificando i suoi dati anagrafici, ottenne la licenza da pugile professionista ottenendo da subito importanti successi.

## Carriera da professionista
Dopo aver vinto ben trentasei dei suoi primi incontri da professionista (battendo Bushy Graham, Andre Routis e Archie Bell), si incontrò con Bud Taylor a Chicago il 26 marzo 1927 per il titolo vacante sempre per i pesi gallo; l'incontro terminò con un pareggio, e al secondo incontro, sempre a Chicago, del 24 giugno 1927, la vittoria fu assegnata a Taylor.
 
Dopo aver abbandonato la categoria dei pesi gallo per gareggiare in quella dei pesi piuma, ottenne diverse vittorie, tra le quali quella contro il talento del momento, Pete Sarmiento. Il 24 ottobre 1927 vinse il titolo per i pesi piuma battendo Johnny Dundee. 
Divenne campione del mondo dei pesi piuma il 10 febbraio 1928 battendo ai punti in 15 round Benny Bass.
Il 14 novembre 1930 divenne campione del mondo dei pesi leggeri battendo per KO al primo round Al Singer.
Il 24 aprile 1931 conquistò anche il campionato mondiale dei pesi welter sconfiggendo Jack Kid Berg per KO al terzo round.